# 사랑손님과 어머니
《사랑손님과 어머니》는 1935년 12월 주요섭이 〈조광〉창간호에 발표한 단편소설로서, 서정적이고 아름다운 사랑이야기를 담았다. 어린 나이에 남편을 잃은 엄마와 남편의 옛 친구였던 사랑방 손님 간의 사랑을 6살짜리 소녀인 옥희의 눈에서 묘사하고 있는데, 자칫 통속적인 느낌을 줄 수 있는 소재를 어린 아이의 시선에서 아름답게 표현한 것으로 평가되고 있다.
이 소설에서 옥희가 벽장 속에 숨어서 잠드는 바람에 집안이 발칵 뒤집힌 이야기는, 작가 주요섭이 어릴 적 겪은 일에서 가져온 것이다.
옥희 그리고 과부인 옥희의 어머니와 같이 사는 옥희의 집에 돌아가신 아버지의 친구이자 학교선생인 ‘아저씨’가 하숙생으로 온다. 아저씨는 엄마를 남몰래 좋아하여 옥희를 예뻐하고, 옥희편에 연애편지도 보낸다. 심지어 교회를 다니지 않는데 몰래 따라올 정도로 엄마를 좋아한다. 하지만, 이들의 사랑은 ‘아저씨’가 기차를 타고 어디론가 가는 이별로 끝나고 만다. 엄마도 아저씨를 좋아했지만, 옥희가 화냥년의 딸이라고 욕먹을것 같아 거부했다.

## 드라마
1961년 신상옥 감독에 의해서 흑백 영화 《사랑방 손님과 어머니》로 만들어졌다. 출연배우는 최은희, 전영선, 도금봉, 김희갑, 허장강(배우 허준호의 부친) 등이며, 이 중 전영선은 옥희 역의 아역 배우로 자연스럽게 연기하여 관객들의 사랑을 받았다.
1983년 한국방송 1텔레비전 TV문학관으로 노주현, 윤미라등이 출연한 드라마로 만들어졌으며, 2010년 2월 28일 앙코르 TV문학관에서 다시 방영되었다.